# Rally-VM 1986
Rally-VM 1986 vanns av Juha Kankkunen. Det var den sista säsongen för Grupp B-bilarna, som förbjöds efter Henri Toivonens och Sergio Crestos dödskrasch i Frankrike.

## Statistik

### Delsegrare
| Rally               | Vinnare          | Märke   |
| ------------------- | ---------------- | ------- |
| Monte Carlo-rallyt  | Henri Toivonen   | Lancia  |
| Svenska rallyt      | Juha Kankkunen   | Peugeot |
| Portugisiska rallyt | Joaquim Moutinho | Renault |
| Safarirallyt        | Björn Waldegård  | Toyota  |
| Korsikanska rallyt  | Bruno Saby       | Peugeot |
| Akropolisrallyt     | Juha Kankkunen   | Peugeot |
| Nyzeeländska rallyt | Juha Kankkunen   | Peugeot |
| Argentinska rallyt  | Miki Biasion     | Lancia  |
| Finska rallyt       | Timo Salonen     | Peugeot |
| Elfenbenskustrallyt | Björn Waldegård  | Toyota  |
| Brittiska rallyt    | Timo Salonen     | Peugeot |
| Olympusrallyt       | Markku Alén      | Lancia  |

### Slutställning
| Plats | Förare          | Märke   | Poäng |
| ----- | --------------- | ------- | ----- |
| 1     | Juha Kankkunen  | Peugeot | 118   |
| 2     | Markku Alén     | Lancia  | 104   |
| 3     | Timo Salonen    | Peugeot | 63    |
| 4     | Björn Waldegård | Toyota  | 48    |
| 5     | Miki Biasion    | Lancia  | 47    |
| 6     | Lars-Erik Torph | Toyota  | 40    |